# TJ Sokol Kunratice
TJ Sokol Kunratice (někdy též TJ Sokol Kunratice u Frýdlantu) je fotbalový klub z obce Kunratice, ležící západně od města Frýdlantu v Libereckém kraji na severu České republiky. Vznikl roku 1966 a svá utkání hraje na místním fotbalovém hřišti. K úspěchům mužstva patří vítězství ve třetí okresní třídě v roce 2015, díky čemuž si vybojovali právo postupu do vyšší soutěže. Tuto nabídku ovšem odmítli a i v následující sezónu odehráli ve stejné soutěži jako doposavad. V sezóně 2017/2018 nastupuje tým k utkáním ve výkonnostně nejnižší třetí třídě okresu Liberec, ve které jsou začleněni do skupiny Sever.
Členové oddílu se na společné kandidátní listině pravidelně v komunálních volbách úspěšně ucházejí o místa v obecním zastupitelstvu.